# SN 1976F
SN 1976F – supernowa typu II odkryta 23 września 1976 roku w galaktyce UGC 2100. Jej maksymalna jasność wynosiła 16,90m.